# Radio 90vier
Radio 90vier war ein privater lokaler Hörfunksender in Niedersachsen, mit Firmensitz in Delmenhorst und sendete über UKW für die Landkreise Oldenburg, Wesermarsch, den nördlichen Landkreis Diepholz, den westlichen Landkreis Osterholz und die kreisfreien Städte Oldenburg und Delmenhorst. Natürlich wurde auch Bremen versorgt. Zusätzlich wurde über DAB+ das Gebiet von der Nordsee bis Nienburg erreicht. Im Januar 2023 musste der Sender Insolvenz anmelden. Seit dem 3. Februar 2023 wird nicht mehr gesendet.

## Gründung
Radio 90vier hat am 28. Oktober 2018 um 13.27 Uhr seinen Testbetrieb mit einer Musikschleife gestartet. Kurz zuvor wurde die Sendeantenne auf einem BOS-Turm in 40 Meter Höhe montiert und der Sender aufgestellt. Der offizielle Sendestart war am Freitag, den 4. Januar 2019 um 12.00 Uhr. Am 2. Mai 2019 wurde zusätzlich über die Sendetürme Bremen-Walle und Schiffdorf bei Bremerhaven das Programm im DAB+ Modus aufgeschaltet. Anfang 2023 stellte Radio 90vier einen Insolvenzantrag. Seit dem 23. Januar 2023 läuft auf allen Ausspielwegen nur noch eine mehrstündige Musikschleife die lediglich durch Werbung unterbrochen wird.
Träger ist die Firma Radio 90vier UG (haftungsbeschränkt).

## Programm
Im Delmenhorster Studio wurden lokale Nachrichten produziert und ein Musikprogramm angeboten. Mit vielen Sportvereinen und gemeinnützigen Vereinen wurden langfristige Kooperation abgeschlossen. Die Hörer wurden über verschiedene soziale Medien (unter anderem VoicePop) des Senders ins Programm eingebunden.
Während der niedersächsischen Sommerferien 2022 wurde die Musikfarbe auf Schlager und Deutsch-Pop umgestellt, um die daheimgebliebenen auch mit Urlaubsmusik zu versorgen. Pünktlich zum Schulanfang am 25. August 2022 hatte Radio 90vier wieder sein gewohntes Programm mit Regionalnachrichten, Veranstaltungstipps, Polizeimeldungen, Regionalsport und aktuellen Informationen aus der Nachbarschaft - und dazu der beliebte internationale Musik-Mix mit den größten Hits von heute und der letzten fünf Jahrzehnte, getreu dem Sendermotto „Musik, die Spaß macht“ aufgenommen. Für die Schlagerfans gab es aber weiterhin jeden Samstag von 20-24 Uhr die „Party-Schlager-Sendung“.

## Empfang
Über DAB+ war das Programm in Bremen und Bremerhaven auf Kanal 6A bis Anfang 2023 zu empfangen. Auf UKW wird seit März 2021 über den NDR-Sender Steinkimmen auf 90,4 MHz (aus 165 m Höhe) gesendet. Dadurch konnte das Empfangsgebiet erheblich vergrößert werden. Zu Empfangen ist 90.vier in den Städten Bremen, Oldenburg und Delmenhorst sowie in den Landkreisen Oldenburg, dem nördlichen Landkreis Diepholz (Bassum, Syke, Twistringen, den Gemeinden Weyhe und Stuhr), Wesermarsch und den westlichen Landkreis Osterholz. Daneben wird auch auf der 91,60 MHz gesendet.
Auf der eigenen Website, über die iOs/Android App sowie über Alexa, Siri, TuneIn, MagentaTV und EWE-IP ist das Programm als Livestream zu empfangen. Die RDS-Kennung lautet 90.vier_, der RDS-PI-Code lautet 178F.
Die DAB+ Anzeige war 90.vier Schlager